# نیروی مرزی
نیروی مرزی (انگلیسی: Border Force) (مخفف انگلیسی: BF) یک یگان مجری قانون زیر نظر وزارت کشور بریتانیا است که مسئولیت اجرایی کنترل مرزی در مبادی ورودی و خروجی ریلی، هوایی و دریایی بریتانیا را بر عهده دارد. این واحد بخشی از آژانس مرزی بریتانیا بود که در سال ۲۰۰۸ ایجاد گردید و بعد در پی نکوهش شدید از مدیریت ارشد آن، در ماه مارس ۲۰۱۲ بدستور ترزا می، وزیر کشور بریتانیا منحل گردید.
واحد نیروی مرزی در روز ۱ مارس ۲۰۱۲ ایجاد گردید و به‌طور مستقیم در برابر وزیران (ministers)، مسئول جوابگویی در مورد فعالیت‌های خود می‌باشد. این واحد مسئولیت کنترل مهاجرت و گمرک و سنجش و ارزیابی مسافران، بار و کارمندان مبادی ورودی و خروجی در ۱۴۰ درگاه ریلی، دریایی و هوایی بریتانیا و غرب اروپا، همچنین هزاران باند فرودگاه، اسکله دریایی، بندر گاه و درگاه‌هایی در ابعاد کوچکتر را بر عهده دارد.